# Дуровская (Вологодская область)
Дуровская — деревня в Харовском районе Вологодской области.
Входит в состав Кумзерского сельского поселения, с точки зрения административно-территориального деления — в Кумзерский сельсовет.
Расстояние по автодороге до районного центра Харовска — 55 км, до центра муниципального образования Кумзера — 6 км. Ближайшие населённые пункты — Павшиха, Лавриха, Семеновская, Пошивчиха, Оденьевская.
По переписи 2002 года население — 13 человек.